# Eduard Koch (Architekt)
Eduard Koch (* 28. Februar 1825 in Koblenz; † 28. Mai 1876 in Thale) war ein deutscher Architekt und Eisenbahnbaumeister.

## Leben
Eduard Koch war der Sohn des Justizsenatsdirektors von Koblenz († 1830). Nach dem frühen Tod seiner Eltern wuchs er in Mainz im Haus seines Vormunds Meller, einem Ingenieur-Hauptmann und Eisenbahnbaumeister, auf. Von 1834 bis 1843 besuchte er das Gymnasium in Mainz. Im Jahr 1842 reiste er mit Meller an den Niederrhein und nach Belgien. 1843/44 leistete er Militärdienst und machte gleichzeitig eine Feldmesserlehre in Mainz und in Kreuznach. Im Oktober 1844 legte er die Feldmesserprüfung in Koblenz ab. Von 1845 bis 1848 schloss sich ein Studium an der Berliner Bauakademie an, das er mit der Bauführerprüfung abschloss.
Er machte praktische Erfahrungen beim Straßenbau von Köln nach Luxemburg sowie beim Neubau des Bürgerhospitals in Köln und ab Februar 1850 bei der Saarbrücker Eisenbahn. 1846 war er Mitglied des Architektenvereins geworden und machte 1852 die Baumeisterprüfung. Im Januar 1857 wurde er Eisenbahn-Baumeister im technischen Büro des Handelsministeriums, im Juni 1857 Eisenbahn-Bauinspektor.
Anfang 1859  wurde er technisches Direktionsmitglied bei der Westfälischen Eisenbahn in Münster und im Dezember 1859 technisches Direktionsmitglied bei der Oberschlesischen Eisenbahn in Breslau. Anfang 1862 wurde er als technisches Mitglied des königlichen Eisenbahnkommissariats nach Berlin berufen und zum Regierungs- und Baurat ernannt. Im Februar 1864 kam er zur Eisenbahnabteilung des Handelsministeriums, wurde im Juni desselben Jahres Zum Geheimen Baurat befördert und zum Mitglied der technischen Baudeputation. Am 1. Juli 1869 schied er als Geheimer Oberbaurat aus dem Staatsdienst. Er war danach Vorsitzender der Direktion der Norddeutschen Fabrik für Eisenbahn-Betriebsmaterial in Berlin und wurde im Oktober 1871 Vorsitzender der Direktion der Magdeburg-Leipziger Eisenbahngesellschaft. Im Architektenverein war er von 1869 bis 1871 Vorstandsmitglied und 1870/71 Vorsitzender.
Koch war seit 1858 mit einer Tochter von Christian Gottlieb Cantian verheiratet, mit der er zwei Söhne und zwei Töchter hatte.

## Bauten
Eduard Koch war an zahlreichen Eisenbahnplanungen und -bauten beteiligt:
- Ab 1853: Bahnstrecke Saarbrücken–Trier
- 1854: Bauleitung beim Bahnbau Bonn–Rolandseck
- Ab 1855: Bauleitung beim Bahnbau Deutz–Gießen
- 1863/65: Beteiligung an der Planung der Eisenbahnstrecken Stargard–Anklam–Swinemünde, Halle–Guben–Sorau und Gotha–Leinefelde
- 1869/70: Betriebsgebäude der Norddeutschen Fabrik für Eisenbahn-Betriebsmaterial am Nordufer 3 in Berlin
- Ab 1871: Leitung der Entwürfe für die Bahnhöfe in Halle, Leipzig und Magdeburg